# SPSS
SPSS, також IBM SPSS (англ. Statistical Package for the Social Sciences — «статистичний пакет для соціальних наук», у даний час ця назва не використовується) — програмне забезпечення, що з 1968 року розвивається для статистичного аналізу даних. На додаток до наукових досліджень часто використовується в дослідженнях ринку й громадської думки, епідеміологічних дослідженнях.